# Peter Olsson
Peter Olsson (ur. 21 października 1961 w Danderyd) — szwedzki basista w zespołach WC i Force (który później przekształcił się w Europe). W Force grał w latach 1979-1981, gdzie brał udział w nagraniu demo (sześć utworów). Później (krótkotrwale) współpracował z Yngwie Malmsteen.